# Нотофагус бурый
Нотофа́гус бу́рый (лат. Nothofágus fúsca) — древовидное растение; вид рода Нотофагус.

## Описание
Нотофагус бурый — это вечнозелёное дерево высотой до 30 метров. Толщина ствола достигает 2 и более метров. Листья тонкие и кожистые, величиной в 20 — 40 x 15 — 25 мм. Стебель листа длиной до 4 мм. Края листьев грубы, имеют от 6 до 8 пар зубцов. Мужские соцветия растут на ветках обособленно, до 8 соцветий на ветви, и дают три, реже пять цветков. Женские встречаются на ветвях до пяти соцветий, имеют форму от яйцеобразной до шарообразной, и дают до трёх цветков. Плоды длиной до 7 мм, трёхсторонние или плоские. Их крылышки у основания широкие, клиноподобные. цвет древесины тёмно-красный. Кора плотная, тёмная, крупноячеистая и чешуеподобная.
Постоянным спутником и соседом Нотофагуса бурого является гриб Boletopsis nothofagi.
Нотофагус бурый был впервые описан как Fagus fusca Джозефом Долтоном Гукером в 1844 году. В 1873 году был отнесён шведским ботаником Андерсом Эрстедом к роду Nothofagus.

## Ареал
Ареал — Южной и Северный острова Новой Зеландии, южнее 37° ю. ш., как на равнинах, так и в горной местности. Предпочитают невысокие холмы и луга внутренних регионов Новой Зеландии, в особенности в местах с влажным климатом. Эндемик Новой Зеландии.